# Jean Bodin
Jean Bodin, francoski pravnik, zgodovinar, ekonomist, filozof, državnik, * 1530, Angers, Francija, † 1596, Laon, Francija. Kot humanist pozne renesanse je najbolj poznan teoriji suverenosti; bil je tudi vpliven pisec o demonologiji in čarovništvu. Živel v času hugenotskih vojn in zatiranja reformacije v Franciji. Vseskozi je ostal katolik, vendar je bil hkrati kritičen zoper vmešavanje Cerkve in papeža v delo posvetnih oblasti in kraljev. Zagovarjal je ustavno monarhijo kot najbolj optimalno obliko oblasti, v kateri je vladar odgovoren narodu in deluje za blagostanje vseh ljudi. Že v tistem času je zahteval ločitev zakonodajne od izvršne oblasti. Kot zgodovinar je ločil človeško od božje zgodovine.

## Življenje
Rodil se je blizu Angersa v premožni družini, verjetno kot sin uspešnega krojaškega mojstra, v bogatem srednjem sloju. Izobrazbo je dobil kot novic v tamkajšnjem karmeličanskem samostanu. O njegovi mladosti ni kaj veliko znanega.

### Pariz in Toulouse
Bodin se je odvezal od svoje samostanske zaobljube in leta 1549 odšel v Pariz. Študiral je na tamkajšnji univerzi, poleg tega pa tudi na humanistično orientirani fakulteti College des Quatre Langues (danes Collège de France). Dve leti je bil študent Guillauma Prévosta, magistra filozofije. Tako si je poleg klasične sholastične izobrazbe pridobil še humanistično razgledanost, skratka izobrazbo dveh prevladujočih intelektualnih tokov, ki sta nerada sobivala.
Leta 1550 se je vpisal na študij rimskega prava na Univerzi v Toulousu in z napredovanjem tam tudi poučeval. Specializiral se je za primerjalno pravo, kar je en prvih primerov tega študija, ki je bilo takrat še precej neraziskano. Iz latinščine je še prevedel pesnitev Karakalinega dvornega pesnika Opijana iz Apameje.
Študij mu je finančno omogočil angerski škof Gabriel Bouvery. Bodin je leta 1560 želel v Toulousu v okviru tamkajšnje univerze ustanoviti študijski program po načelih humanizma, vendar ni uspel prepričati lokalnih veljakov.

### Verske vojne
Leta 1561 je bil licenciran odvetnik v pariškem Parlementu, ki ustreza funkciji vrhovnega sodišča za določeno francosko provinco. Njegovih verskih prepričanj med izbruhom vojn leta 1562 ni mogoče določiti. Čeprav je prej prejemal štipendijo od škofa in pred nastopom službe s prisego uradno potrdil katoliška prepričanja, naj bi imel tudi hugenotska nagnenja. Svoje začetne interese o primerjalnem pravu je nadaljeval v Parizu in jih razširil na delovanje družbe kot celote z zgodovinopisjem in ekonomijo.
Leta 1569/70, v času tretje hugentoske vojne, je bil zaprt v pariškem zaporu. Težave so mu delali katoliški zeloti, ki so mu očitali prikrito hugenotstvo. Viri ne omenjajo, kje se je nahajal na Šentjernejsko noč, ko je bilo poklanih več tisoč hugenotov. Osebna varnost se mu je izboljšala, ko ga je v svoj krožek intelektualcev vključil anžujski vojvoda in princ François d'Alençon, najmlajši sin Henrika II. in Katerine Medičejske. Princ François d'Alençon je bil znan po svojih pragmatičnih političnih prepričanjih in nekaj časa je celo kazalo, da bo nasledil francosko krono, ki pa jo je prepustil starejšemu bratu in nesojenemu poljskemu kralju Henriku III.. Bodin je, razumljivo, prestopil v politični tabor novega kralja, vendar nanj ni napravil pretiranega vtisa.

### Zasebno življenje
Po spodleteli službi pod kraljem Henrikom III. se je Bodin nato umaknil iz političnega življenja in se februarja 1576 poročil. Njegova žena, Françoise Trouillart, je bila vdova Clauda Bayarda in sestra Nicolasa Trouillarta, vsi so pripadali družini uglednih uradnikov. Bodin je nato prevzel delo okrožnega sodnika.
Leta 1581 je spremlal anžujskega vojvodo Françoisa d'Alençona v drugem in zadnjem poskusu dvorjenja angleški kraljici Elizabeti I.. Med obiskom je spremljal sojenje angleškemu jezuitskemu misijonarju Edmundu Campionu, ki je bil na koncu obsojen na smrt na vešalih. Dopisno se je vključil v francosko-angleški diplomatski krog.
Princu Françoisu d'Alençonu je starejši brat leta 1582 podelil Vojvodino Brabant. Bodin je poskušal princa prepričati naj ne tvega nove, zasebne vojne, vendar se mu je kljub temu pridružil na vojaškem pohodu, ki se je katastrofalno končal pred Antwerpom. Kmalu za tem je umrl tudi princ.

### Zadnja leta
Bodin je po vojnah, ki so sledile smrti Henrika III. leta 1589, izrekel podporo Katoliški ligi, jedru protihugenotske koalicije, ki je hotela preprečiti vzpon protestantskega kralja Henrika III. Navarskega na francoski prestol. Henrik Navarski je bil po salijskem pravu edini direktni moški potomec svetniškega francoskega kralja Ludvika XIII. in v pravnem smislu najbolj prepričljiv kandidat. Ne pa tudi v verskem smislu.  
Še preden pa je dočakal nasledstveni razplet, je umrl v Laonu leta 1596 v eni izmed mnogi epidemij kuge v tistem času.

## Dela

### Najpomembnejša dela
Bodin je večinoma pisal v francoščini, s kasnejšimi latinskimi prevodi. V svojih knjigah je pisal o zgodovini, ekonomiji, politiki, demonologiji in naravni filozofiji:
- "Metode za lažje razumevanje zgodovine" (Methodus ad facilem historiarum cognitionem, 1566; v kateri je pisal o zgodovini, ki je resnična pripoved o treh stvareh: človeku, naravi in božanstvu);
- "Šest knjig o republiki" (Les Six Livres de la République, 1576, nova verzija 1583; pisal je o republiki in njeni moči);
- "Universae naturae theatrum" (1596, naravna filozofija);
- "Demonomanija čarovništva" (De la démonomanie des sorciers, prvi izvod 1580, naslednji posthumno leta 1604, pisal je o čaranju in preganjanju čarovnic).

#### "Metode za lažje razumevanje zgodovine"
V tem delu se Bodin loči od do takrat uveljavljenega kronističnega zgodovinopisja, saj v ospredje postavi vprašanje zgodovinopisne metode in analize. V tem delu je razvil teorijo univerzalne, človeške zgodovine in zaključil, da lahko poznavanje zgodovine pripomore k boljšemu upravljanju in vladanju državi. V okviru pravne prakse je zanj predvsem pomembno poznavanje preteklih pravnih ureditev.
Kategorično je zavračal regresivno svetopisemsko razlago štirih kraljestev iz Danielove knjige in utopijo o Zlati dobi, ki je takrat določala obzorje zgodovinskega znanja. Bralce spodbuje, da uporabljajo analizo, saj pravi, da je to vodnik za razumevanje umetnosti zgodovine (ars historica). Menil je, da je analiza ključna za razdelitev dela na poglavja in podpoglavja, brez da bi izgubili celoten pomen in koherenčnost. Prav tako je trdil, da sinteza ni več potrebna, saj je že zaradi analize delo razumljivo in povezano v celoto. Veliko zgodovinarjev je upoštevalo to trditev. Sicer pa v tem delu Bodin pravi, da je zgodovina univerzalna, saj zajema vse - od znanih ljudi, do dejanj v vojnah, do miru,...
Poglavja v Metodah so: 

- Kaj je zgodovina in koliko teorij ima;

- Odredba za branje zgodovinskih razprav;

- Primerna in pravilna ureditev zgodovinskega materiala;

- Seznam zgodovinarjev;

- Pravilno vrednotenje zgodovine;

- Tip vladanja v državah;

- Ovržba vseh, ki predpostavljajo štiri monarhije v 'Zlati dobi';

- Sistem univerzalnega časa;

- ...

#### "Šest knjig o republiki"
Delo v šestih knjigah  (1576) vsebuje takratno celotno pravno in politično misel francoske renesanse. Njegov pogled na politiko je bil realistično pragmatičen, vendar za razliko od Machiavellija postavi vladarja v službo državljanov/naroda. Pojem 'republika' (la République) uporablja bolj v pomenu zadev javnega prava kot tipa politične ureditve, ki nasprotuje monarhiji.
V delu je izrazil ideje o pomembnosti podnebja in oblikovanju človeških značajev, ki so imele velik vpliv na kasnejše filozofe, npr. na Montesquieuja. Bodin se je ukvarjal s problemom, kako vzpostaviti red in avtoriteto v državi. Verjel je, da bi to lahko dosegel s prepoznavanjem suverenosti države kot vrhovne moči. Ta moč naj bi bila unikatna in absolutna – na katero ne bi mogli postaviti omejitve časa ali pristojnosti – in ni odvisna od soglasja svojih predmetov. Bodin je domneval, da bo vlada, ki je bila postavljena na položaj s previdnostjo, zagotovila ljudem dobro blaginjo in jim ukazovala na podlagi božjih pravic.
Jedro knjige predstavlja teorija o suverenosti, iz katere se je kasneje razvil moderni nauk o državni suverenosti. Vladarje, ki jih je pojmoval v najširšem smislu in ne zgolj kot monarhe, je kot vir zakonov vezal na božje in naravno pravo.
Čeprav je teorija o suverenosti pomembno vplivala na razvoj dogodkov znotraj držav, je imela večji vpliv na meddržavne odnose. Težave lahko zasledimo v Bodinovi izjavi iz leta 1576, da vladar, ki zakon izda, ne more biti zavezan zakonom, ki jih on naredi. To izjavo so si pogosto razlagali, kot da vladar ni odgovoren nikomur in ni zavezan vsakršnim zakonom. Le-tega pa Bodinovo pisanje ni podpiralo. Poudaril je, da mora vladar kjub svoji nadrejenosti državljanom upoštevati nekatera osnovna pravila božjega in naravnega prava ter zakona. Slednji je skupen vsem narodom, prav tako pa mora upoštevati temeljne zakone države, ki določajo, kdo je vladar, ki vlada neodvisno, in kakšne so omejitve vladarjeve moči. Tako je Bodin vladarja omejeval z ustavnim pravom države. Pravzaprav je Bodin zavezal mnoge države, da upoštevajo ta pravila, ki pa so bila kasneje tako ali tako zapisana v mednarodno pravo. Kljub temu so se njegove teorije uporabljale kot utemeljitev absolutizma v notranjem političnem redu in anarhije v mednarodnem prostoru.
Vlada je poosebljala moč, ukazovala je državljanom in tako oblikovala tudi zakonodajo. V dobro urejeni državi je bila ta moč uveljavljena po načelih božjega in naravnega zakona, kot na primer deset božjih zapovedi in nekatere temeljne naravne pravice človeka. Če vlada ne bi uspela slediti tem načelom, bi bila suverenost še vedno vodilna in ne bi mogla biti zatrta, s strani njenih predmetov, katerih dolžnost je bila, da so bili poslušni do njihovih pravil. Bodin razlikuje tri tipe političnih sistemov: monarhijo, sistem v katerem ima vladar združeno zakonodajno, izvršilno in sodno oblast; aristokracijo, sistemom z močjo v rokah elitne manjšine in demokracijo, sistemom z močjo v rokah večine. Na podlagi svoje klimatske teorije, ki oblikuje značaj naroda, je za Francijo predlagal, da je njena najboljša ureditev ustavna dedna monarhija, ki jo omejujeta sodna (Parlement) in zakonodajna (zbor stanov - États) oblast.
Šesta knjiga, ki se ukvarja z astrološkimi in numerološkimi vsebinami, z današnjega vidika nekoliko izpade iz konteksta prvih petih knjig.

#### "Universae naturae theatrum"
V njem se ukvarja s filozofijo narave. Objavljeno je bilo leta 1596. Velja za eno najbolj sistematičnih ekspozicij Bodinovega dojemanja sveta. Prav tako je to eno njegovih najmanj raziskanih del, ki še nikoli ni bilo prevedeno v angleščino. Že od začetka svoje kariere, je Bodin raziskoval človeške in božanske stvari. Pravil je, da obstajajo tri vrste stvari: človeške, naravne in božanske. Verjel je tudi, da je so francoske verske vojne nastale zaradi nezadovoljstva Boga. Menil je, da je Bog stvarnik vseh stvari in da nas razmišljanje o naravi pripelje bližje k Njemu. Bodin je raziskoval še druge kategorije, ki vključujejo snovi, oblike in vzroke stvari. Te kategorije so še gibanje, ustvarjanje, propadanje in rast, kot tudi stvari povezane z njimi: čas, kraj, končnost in neskončnost. Prav tako je preučeval elemente, minerale, skale, kovine in meteorite. Nasprotoval pa je trem nevernim in nevarnim predlogom antične filozofije:
1. večnosti sveta
2. potrebi po zakonih narave
3. umrljivosti duše.

#### "Demonomanija čarovništva"
V delu De la démonomanie des sorciers sledi populizmu tega časa glede preganjanja čarovništva in opozarja na obstoj demonskih sil, ki ljudi zapeljejo stran od vere, da se začno pod vplivom Satana ukvarjati z magijo in čarovništvo. Poleg kronike čarovništva vsebuje še napotke za prepoznavanje posameznih praks, primere čarovništva in pravno prakso pregona čarovnic in tudi čarovnikov. Zanj so že govorice, da se nekdo ukvarja s čarovništvom, zadosten razlog za začetek preiskave, saj se glede na pravno prakso že govorice, da je nekdo čarovnik/čarovnica, izkažejo za utemeljene.

### Ostala dela
- Oppiani De venatione (1555);

- Oratio de instituenda iuventute… (1559);

- La réponse aux paradoxes de Malestroit (1568), v tem delu, ki se ukvarja z ekomomijo, je predstavil eno prvih teorij, ki razložijo inflacijo;

- La harangue de Messire Charles des Cars (1573);

- Apologie de Réne Herpin pour la République (pred 1581);

- Recueil de tout ce qui s’est négocié en la compagnie du tiers état… (1577);

- Juris universi distributio (1578);

- De republica libri sex (1586);

- Sapientiae moralis epitome (1588), zbirka 120-ih maksim;

- Paradoxon (1596);

- Consilia de principe recte instituendo (1602), didaktična moralka mladi princesi na saškem dvoru;

- Colloquium heptaplomeres (1841);

- Epître de Jean Bodin touchant l’institution de ses Enfans de 1586 (1841), pedagoško pismo z nasveti o izobraževanju otrok, ki ga je napisal nečaku.
Bodinova dela so bila uvrščena na Index Librorum Prohibitorum. V slovenščino danes ni prevedeno še nobeno delo.

### Ustoličevanje koroških vojvod
V delu Šest knjig o republiki Bodin opisuje tudi ustoličevanje koroških vojvod na Knežjem kamnu, iz katere je o njem bral tudi ameriški politik Thomas Jefferson. Na podlagi njegovega zaznamka v knjigi so se pojavile spekulativne teorije, da naj bi ga navdihnil pri pisanju ameriške Deklaracije o neodvisnosti, saj naj bi iz obreda prevzel idejo o suverenosti ljudstva, iz česar pa na podlagi enega samega Jeffersonovega zaznamka ni mogoče sklepati.